# بارس خودرو
بارس خودرو (بالفارسية: پارس خودرو) هي شركة تصنيع سيارات إيرانية. كانت أول شركة مصنعة للسيارات الرياضية (SUVs) في إيران.

## التاريخ
في السابق، قامت بارس خودرو ببناء منتجات رامبلر وجنرال موتورز (GM) من أمريكان موتورز بموجب ترخيص. استندت سياراتها الأولى، أريا وشاهين على AMC المدمجة 1966 قائمة رامبلر الأمريكية وتم إطلاقها في عام 1967. انتهى الإنتاج في عام 1974. كما قامت ببناء موديلات جيب سي جي وجيب واجونير وجيب جلاديتور بموجب ترخيص. كانت الشركة تسمى شركة شيركات ساهمي جيب في ذلك الوقت.

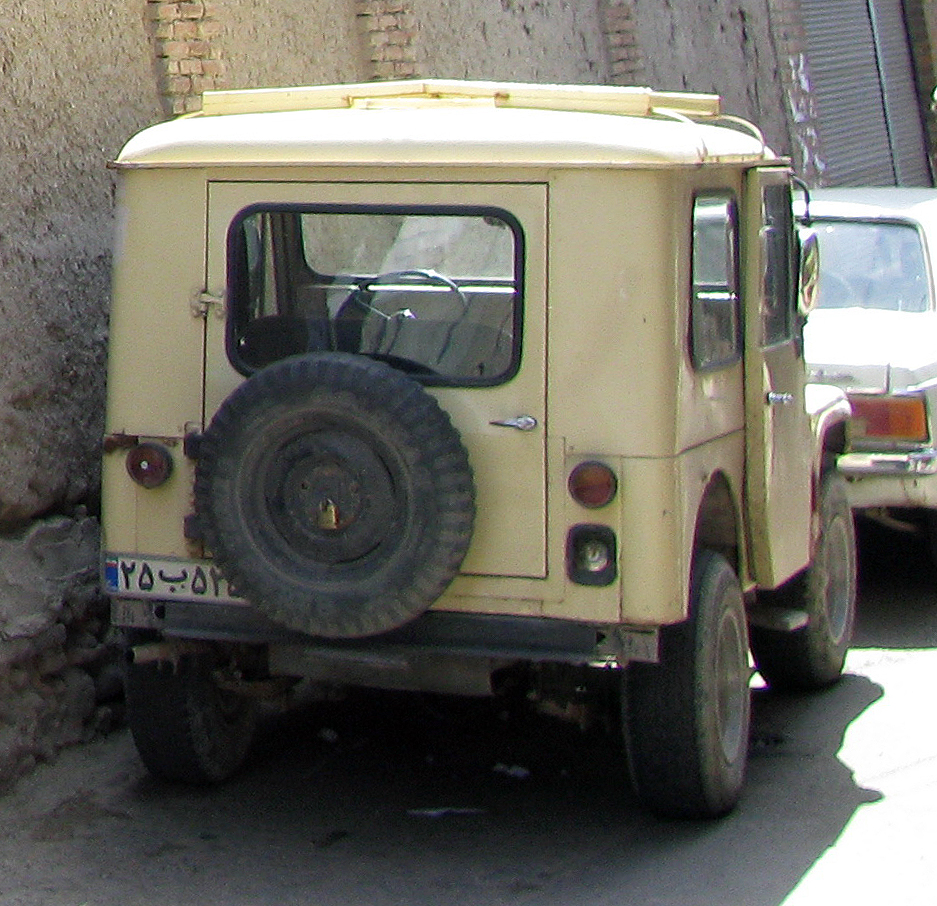
شركه سهامي شهباز (جيب سي جيه)

في يونيو 1972، وقعت شركه سهامي صفقة مع جنرال موتورز وشكلت جنرال موتورز إيران المحدودة. أنتجت جنرال موتورز إيران أوبل كومودور بموجب ترخيص من عام 1974 حتى 1976، بشارة «شيفروليه رويال». تميزت هذه الطرازات بمحركات 2.5 و 2.8 لتر. بعد أن اكتسبت سمعة في مشاكل الموثوقية، تم استبدال رويال في خطوط الإنتاج الإيرانية ب («بيويك سكايلارك») وكاديلاك سيفيل وشيفروليه نوفا («شيفروليه إيران»)، إلى جانب شاحنة بيك آب شيفروليه. استمرت الجيب خلال هذا الوقت. بنيت هذه حتى عام 1981، الثورة الإيرانية أجبرت على وقف تصنيعها وروابطها مع جنرال موتورز.
بعد ذلك، تحولت بارس خودرو إلى تصنيع نيسان باترول وسيارات النقل الصغيرة بموجب ترخيص. أنتجت آخر دورية في عام 2002.
في عام 1995، حصلت شركة بارس خودرو على خط تجميع رينو 5 إضافي من سايبا. شركة سايبا هي شركة تصنيع إيرانية زميلة كانت تصنع السيارة منذ عام 1976 كبديل لسيتروين ديان الإيراني الصنع. كان سيباند 1 و2 نسخًا من رينو 5 الأصلية، نجحت في إصدار موسع مع ركائز كيا برايد، تسمى سيباند PK.
وفي عام 2000، اشترت شركة سايبا 51 في المائة من أسهم بارس خودرو، وهي بدورها مملوكة بنسبة 48 في المائة للحكومة الإيرانية.

## نطاق اليوم
واليوم، تصنع بارس خودرو طرازات رينو ونيسان بموجب ترخيص. وتشمل نماذج نيسان ماكسيما، نيسان إكستيرا (إكستيرا)، نيسان تينا، باترول، وسفاري. تكمل سيارات بارس خودرو مجموعة سايبا من موديلات كيا ورينو المرخصة. منذ عام 2006، بدأت في تصنيع داسيا لوغان ورينو ميجان بموجب ترخيص.
في هذه اللحظة تنتج فقط رينو سانديرو، رينو توندار 90، «بارس خودرو» H220، «بارس خودرو» H230
، «بارس خودرو» H320، «بارس خودرو»«هايس» و «بارس خودرو».